# Lionel de La Laurencie
Pour les autres membres de la famille, voir Famille de La Laurencie.

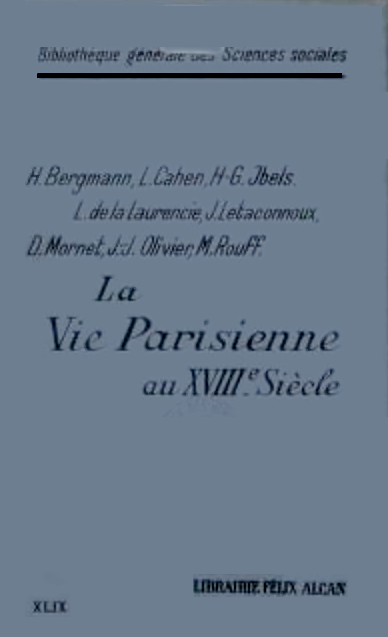
Couverture de La vie parisienne au XVIIIe siècle, ouvrage collectif de 1914, auquel Lionel de La Laurentie a contribué.

Lionel de La Laurencie, né à Nantes le 24 juillet 1861 et mort à Paris le 21 novembre 1933, est un musicologue français.

## Biographie
Lionel de La Laurencie est le fils du commandant Jules de La Laurencie, conseiller municipal de Nantes et conseiller général de Loire-Inférieure, et d'Amélie Fleury.
Major de l’École nationale des Eaux et Forêts, il se consacre à la musique à partir de 1898.
Il étudie à l’université de Grenoble puis à Nancy. Habile violoniste, il approfondit ses connaissances musicales avec Léon Reynier, maître de violon, et s’inscrit au Conservatoire de Paris, où il est l’élève de Bourgault-Ducoudray dans les classes d'harmonie et d'histoire de la musique.
Il enseigne l’histoire de la musique à l’école des hautes études en sciences sociales et écrit pour les plus notables revues musicales françaises.
Il dirige la revue Société française de musicologie et participe à l’Encyclopédie de musique et dictionnaire du Conservatoire sous la direction d’Albert Lavignac.
Marié à Henriette de Beughem de Houtem, fille d'Arthur de Beughem de Houtem et petite-fille de Charles de Baillet, il est le grand-père maternel du réalisateur Alain de Sédouy.

## Œuvres
Au nombre des publications de Lionel de La Laurencie figurent :
- La légende de Parsifal et le drame musical de Richard Wagner, (1888)[1]
- España, (1890). Texte sur Gallica
- L'Académie de musique et le concert de Nantes, (1906)[1]
- Rameau (1908)[1]
- Lully, (1911)[1]
- Deux imitateurs des bouffons, (1912)[1]
- Les Créateurs de l'opéra français, (1920)[1]
- L’école française de violon de Lully à Viotti, (1923)
- Inventaire critique du fonds Blancheton de la Bibliothèque du Conservatoire de Paris, vol. I & II, Paris, Droz/Société française de musicologie, 1930–1931, 272 p. (ISBN 978-2-85357-024-4)
- « Un émule de Lully: Pierre Gautier de Marseille », Sammelbände der Internationalen Musikgesellschaft, 13. Jahrg., H. 1. (Oct. - Dec., 1911), p. 39-69.